# Équipe d'Inde féminine de squash
L'équipe d'Inde féminine de squash représente l'Inde dans les compétitions internationales de squash et dirigée par la fédération indienne de squash.
Depuis 2002, l'Inde a disputé un quart de finale mondial en 2012, emmenée par ses deux joueuses phares Joshna Chinappa et Dipika Pallikal.
L'Inde est également championne d'Asie en 2012, régulièrement barrée par la Malaisie.

## Équipe actuelle
- Akanksha Salunkhe
- Anahat Singh
- Urwashi Joshi
- Nirupama Dubey

## Palmarès championnats du monde par équipe de squash
| Année                    | Résultat             | Classement           | G                    | PL                   |
| ------------------------ | -------------------- | -------------------- | -------------------- | -------------------- |
| Birmingham 1979          | Pas de participation | Pas de participation | Pas de participation | Pas de participation |
| Toronto 1981             | Pas de participation | Pas de participation | Pas de participation | Pas de participation |
| Perth 1983               | Pas de participation | Pas de participation | Pas de participation | Pas de participation |
| Dublin 1985              | Pas de participation | Pas de participation | Pas de participation | Pas de participation |
| Auckland 1987            | Pas de participation | Pas de participation | Pas de participation | Pas de participation |
| Warmond 1989             | Pas de participation | Pas de participation | Pas de participation | Pas de participation |
| Sydney 1990              | Pas de participation | Pas de participation | Pas de participation | Pas de participation |
| Vancouver 1992           | Pas de participation | Pas de participation | Pas de participation | Pas de participation |
| Guernesey 1994           | Pas de participation | Pas de participation | Pas de participation | Pas de participation |
| Petaling Jaya 1996       | Pas de participation | Pas de participation | Pas de participation | Pas de participation |
| Stuttgart 1998           | Pas de participation | Pas de participation | Pas de participation | Pas de participation |
| Sheffield 2000           | Pas de participation | Pas de participation | Pas de participation | Pas de participation |
| Odense 2002              | Phase de poule       | 18e                  | 1                    | 5                    |
| Amsterdam 2004           | Pas de participation | Pas de participation | Pas de participation | Pas de participation |
| Edmonton 2006            | Pas de participation | Pas de participation | Pas de participation | Pas de participation |
| Le Caire 2008            | Pas de participation | Pas de participation | Pas de participation | Pas de participation |
| Palmerston North 2010    | Phase de poule       | 11e                  | 3                    | 3                    |
| Nîmes 2012               | Quart de finale      | 5e                   | 5                    | 1                    |
| Niagara-on-the-Lake 2014 | Phase de poule       | 14e                  | 2                    | 6                    |
| Issy-les-Moulineaux 2016 | Phase de poule       | 9e                   | 4                    | 2                    |
| Dalian 2018              | Poules               | 12e                  | 2                    | 4                    |
| Total                    | 6/21                 | 0 titre              | 17                   | 21                   |

,